# Haplochromis simotes
Haplochromis simotes är en fiskart som först beskrevs av Boulenger, 1911.  Haplochromis simotes ingår i släktet Haplochromis och familjen Cichlidae. Inga underarter finns listade i Catalogue of Life.